# PS Mania
PS Mania (originariamente PS Mania 2.0 e PS Mania 3.0) è stata una rivista italiana di videogiochi dedicata alle console PlayStation, pubblicata mensilmente da Play Press Publishing, divenuta poi Play Media Company, tra il 2001 e il 2014.

## Storia
La rivista nacque nel maggio 2001 per iniziativa della redazione italiana, diretta da Alessandro Ferri, che fino ad aprile 2001 realizzava PSM. 
Con il passaggio alla PlayStation 3 il nome viene mutato in PS Mania 3.0 e con l'arrivo della PlayStation 3 Slim il nome viene ridotto semplicemente a PS Mania.
Nel nº 69 del dicembre 2006 c'è stato uno scambio di redattori con PlayStation 2 Magazine Ufficiale.
Nell'ultimo periodo la redazione era situata all'interno del VIGAMUS, il Museo dei Videogioco di Roma. L'ultimo numero uscito in edicola è il 155, uscito a maggio 2014, mentre il 156, uscito durante l'estate dello stesso anno, è stato pubblicato solo in formato digitale. Dopo questi numeri ha cessato definitivamente le pubblicazioni.

## Numeri
|      | Gen | Feb   | Mar | Apr | Mag | Giu | Lug                 | Ago                 | Set | Ott   | Nov | Dic |
| 2001 | -   | -     | -   | -   | 1   | 2   | 3                   | 4                   | 5   | 6     | 7   | 8   |
| 2002 | 9   | 10    | 11  | 12  | 13  | 14  | 15                  | 16                  | 17  | 18    | 19  | 20  |
| 2003 | 21  | 22    | 23  | 24  | 25  | 26  | 27                  | 28                  | 29  | 30    | 31  | 32  |
| 2004 | 33  | 34    | 35  | 36  | 37  | 38  | 39                  | 40                  | 41  | 42    | 43  | 44  |
| 2005 | 45  | 46    | 47  | 48  | 49  | 50  | 51                  | 52                  | 53  | 54    | 55  | 56  |
| 2006 | 57  | 58    | 59  | 60  | 61  | 62  | 63                  | 64                  | 65  | 66 67 | 68  | 69  |
| 2007 | 70  | 71    | 72  | 73  | 74  | 75  | 76                  | 77                  | 78  | 79    | 80  | 81  |
| 2008 | 82  | 83 84 | 85  | 86  | 87  | 88  | 89                  | 90                  | 91  | 92    | 93  | 94  |
| 2009 | 95  | 96    | 97  | 98  | 99  | 100 | 101                 | 102                 | 103 | 104   | 105 | 106 |
| 2010 | 107 | 108   | 109 | 110 | 111 | 112 | 113                 | 114                 | 115 | 116   | 117 | 118 |
| 2011 | 119 | 120   | 121 | 122 | 123 | 124 | 125                 | 126                 | 127 | 128   | 129 | 130 |
| 2012 | 131 | 132   | 133 | 134 | 135 | 136 | 137                 | 138                 | 139 | 140   | 141 | 142 |
| 2013 | 143 | -     | 144 | 145 | 146 | -   | 147                 | 148                 | 148 | 149   | 150 | 151 |
| 2014 | 152 | 153   | -   | 154 | 155 | -   | 156 (solo digitale) | 156 (solo digitale) | -   | -     | -   | -   |

## Caratteristiche
PS Mania è caratterizzata dal voto 0/5. PS Mania 2.0 aveva allegato al giornale lo SpaccaCodici, un CD-Rom contenente salvataggi e trucchi per i videogiochi. PS Mania 3.0 ha invece il PS Mania Show, un DVD contenente video recensioni e video anteprime.
PS Mania ha sempre avuto copertine originali, disegnate a mano, colorate e digitalizzate, ad eccezione del nº 87 e dal nº 99 in poi.
PS Mania ha creato una mascotte: Yuki, personaggio disegnato da Francesca Chericoni in stile giapponese che compare in molte pagine della rivista.

## Sezioni
- Scanner: sezione che tratta delle novità del mondo PlayStation.
- Made in Japan: sezione contenente novità provenienti dal Giappone.
- Network: sezione contenente novità dal PlayStation Network.
- Recensioni: le varie recensioni dei videogiochi.
- Anteprime: le varie anteprime dei videogiochi.
- Strategia: sezione contenente soluzioni di videogiochi.
- Spaccacodici: sezione contenente trucchi di videogiochi.
- Contatto: sezione di posta, ove i lettori mandano lettere a cui rispondono i redattori.